# Gargara
Gargara (лат. , от др.-греч. γάργᾰρα «множество») — род полужесткокрылых семейства горбаток.

## Экология
Надплечевые рога переднеспинки хорошо развиты или слабые, но чётко ограниченные килем

## Виды
В составе рода:
- Gargara genistae (Fabricius, 1775)